# Susà
Susà è una frazione del comune di Pergine Valsugana in provincia autonoma di Trento.

## Storia
Susà è stato un comune italiano istituito nel 1920 in seguito all'annessione del Trentino (precedentemente parte del Südtirol nell'Impero austro-ungarico) al Regno d'Italia. Nel 1929 è stato aggregato al comune di Pergine Valsugana.

## Monumenti e luoghi d'interesse
- Chiesa di San Floriano